# Futbol Club Argentona
El Futbol Club Argentona és un club de futbol de la localitat maresmenca d'Argentona. Fundat el 1922, el seu primer equip milita a la Segona divisió catalana de futbol.

## Història
La primera junta de l'Argentona va iniciar els tràmits de legalització del club a la Federació Catalana de Futbol el 14 de setembre de 1922, tot i que no va començar a jugar oficialment fins a l'any següent. En aquells inicis, el club va negociar poder jugar als terrenys de Can Calopa i tenia la seu social a Can Tomàs, local de la Unió Argentonina. El primer president i fundador, Jaume Abril, regentava aleshores una destil·leria al poble i el seu catalanisme va propiciar l'elecció de les quatre barres com a colors de l'equipacio del club. Un altre dels impulsors del club en els seus inicis, fou Miquel Valdés i Padró, futbolista del Català Futbol Club i el FC Barcelona, conegut per ser propietàri de l'administració de loteria barcelonina que porta el seu nom. Valdés estiuejava a Argentona i es convertí en un mecenes de l'entitat, a més de jugar alguns minuts en els partits disputats.
Els anys trenta van suposar un cert declivi de l'entitat, fins que l'esclat de la Guerra Civil va suspendre les competicions. En acabar el conflicte una nova junta va reactivar el club amb Joaquim Gel de President, tot i que el franquisme va suposar la pèrdua de les quatre barres a l'equipació (que va passar a ser blanca) i la castellanització del nom (Club Argentonés de Deportes). La temporada 1943/44 va ser una de les millors del club, que aconseguí guanyar la lliga, la Copa Primavera, semifinalista del Campionat de Catalunya d'Aficionats, a més d'assolir l'ascens a segona categoria preferent. Tot i guanyar la lliga la temporada 1944/45, a la promoció no va assolir l'ascens a primera regional.
L'any 1948 el club va celebrar un assemblea per triar una nova junta, que va validar la candidatura Julià Carbonell, alcalde d'Argentona i que ja exercia de president d'ençà que Gel havia dimitit. Posteriorment, sota la presidència Ferran Catà, el 1951 el club va recuperar els colors de la senyera a l'equipació, tot i que havia d'utilitzar cinc barres enlloc de quatre, seguint els passos de legalització que havia seguit la UE Sant Andreu. Entre els anys 1966 i 1970, l'Argentona va jugar quatre temporades a segona regional. La temporada 2017/18, el club va assolir per primer cop a la seva història l'ascens a Primera Catalana, categoria que només va poder mantenir un any.

## Jugadors destacats i formats a l'Argentona
- Josep Coll
- Andreu Català i Ballbona
- Pedro Nieto
- Albert Yagüe
- Marc Lachèvre[10]